# Grafschaft Greyerz
Die Grafschaft Greyerz war vom 11. Jahrhundert bis 1555 ein bedeutendes Herrschaftsgebiet in der Westschweiz und umfasste das obere Saanetal. Im Jahr 1555 wurde sie aufgeteilt in die freiburgische Vogtei Greyerz und die bernische Landvogtei Saanen. Das Wappentier der Greyerzer war der Kranich (französisch la grue), der heute auch das Wappen von Greyerz FR ziert.

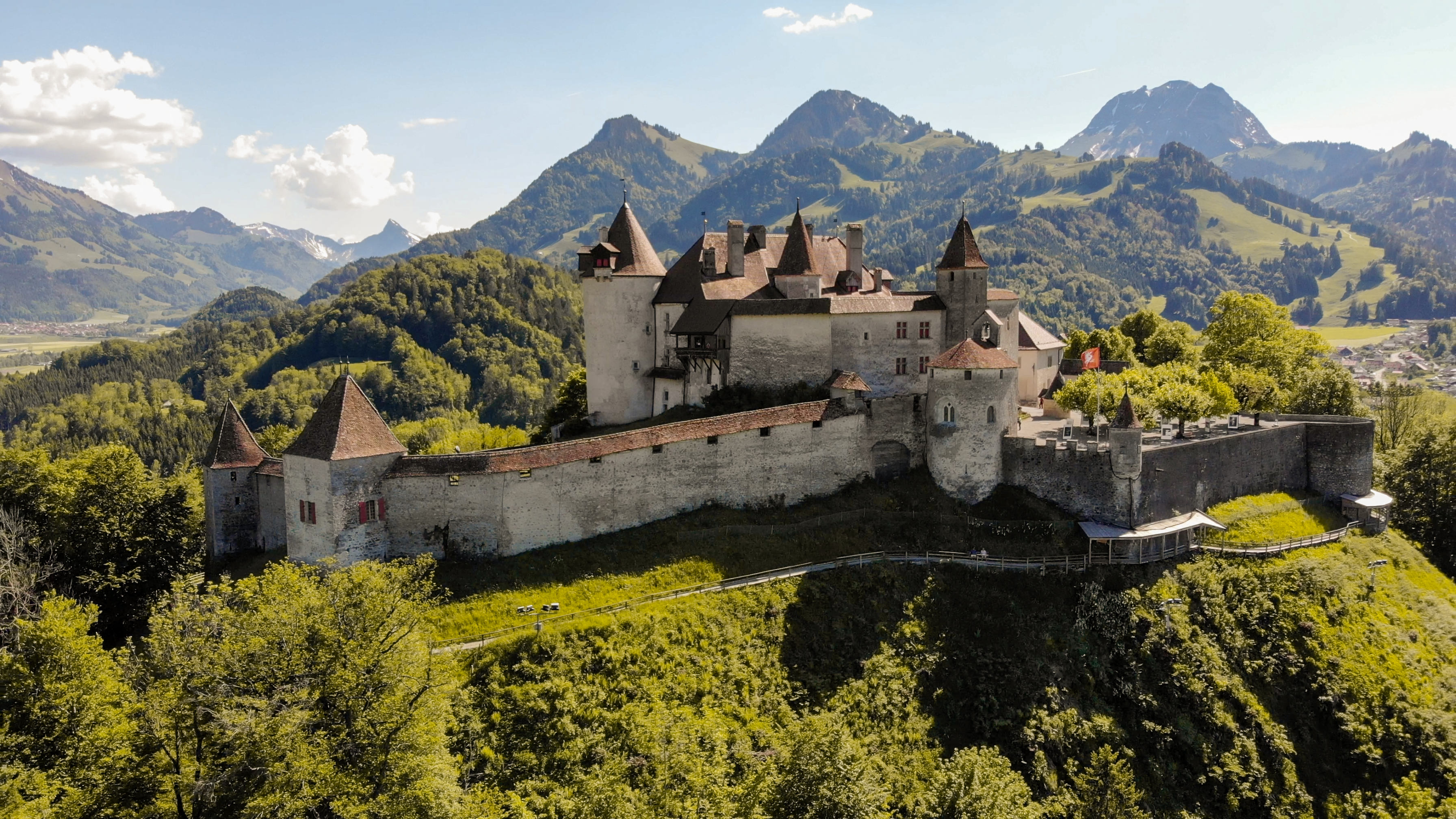
Schloss Greyerz

## Lage und Ausdehnung
Das Kerngebiet der Grafschaft Greyerz umfasste das gesamte obere Saanetal von der Saanequelle im Bereich des Sanetschpasses bis zum heutigen Greyerzersee im Bereich von Broc und La Tour-de-Trême. Auch das Jauntal gehörte dazu. Somit bildete die Grafschaft, deren Mittelpunkt stets das Städtchen Gruyères war, ein in sich abgeschlossenes, von Bergketten umgebenes Gebiet. Die Grafschaft war in die Kastlaneien Greyerz, Montsalvens und Vanel mit den gleichnamigen Burgen unterteilt. Erst später wurden auch Château-d’Œx und La Tour-de-Trême in den Status einer Kastlanei erhoben.

## Geschichte
Die Ursprünge der Grafen von Greyerz liegen weitgehend im Dunkeln. Im 10. Jahrhundert gehörte das spätere Gebiet der Grafschaft Greyerz zum Königreich Burgund. Von der Region Gruyères aus eroberten die Vorfahren der Grafen das Pays-d’Enhaut und das Saanenland.
Als erster Graf von Greyerz ist Wilhelm I. belegt, der in der zweiten Hälfte des 11. Jahrhunderts geboren wurde. Um 1100 nahm er zusammen mit zahlreichen jungen Männern von Gruyères an den Kreuzzügen teil. Geistliches Oberhaupt der Region Gruyères war der Fürstbischof von Lausanne. Es kam oftmals infolge Kompetenzüberschreitungen und Machtansprüchen zu Streitigkeiten mit den Fürstbischöfen von Lausanne, die schliesslich dazu führten, dass Bulle, Riaz und Albeuve Ende des 12. Jahrhunderts aus der Grafschaft Greyerz ausgegliedert und direkt unter die Herrschaft der Fürstbischöfe gestellt wurden. Diese bauten Bulle zum Marktort der Region aus, worauf Gruyères sein Marktrecht 1196 vorübergehend verlor.
Die im Voralpengebiet liegende Grafschaft Greyerz genoss dank ihrer Abgeschiedenheit über längere Zeit eine weitgehende Unabhängigkeit, bis sich Graf Rudolf II. im Jahr 1246 unter die Lehnshoheit Peters II. von Savoyen begab. In der Folgezeit war Greyerz bis 1536 ein savoyisches Lehen.
Seit dem 13. Jahrhundert trugen die Grafen von Greyerz zusammen mit anderen Adelsleuten mehrere Konflikte gegen die Städte Bern und Freiburg aus. Sie nahmen deshalb am Laupenkrieg und am Grüningenkrieg teil, bei dem die Burg von La Tour-de-Trême zerstört wurde. Noch in der ersten Hälfte des 14. Jahrhunderts kam es aber zu einer Versöhnung mit Freiburg, nachdem Graf Peter III. um 1330 mit dieser Stadt einen Burgrechtsvertrag abgeschlossen hatte. Erstmals wurde 1401 vor allem auf Verlangen von Saanen und auch mit der Stadt Bern ein Burgrechtsvertrag geregelt. Als kurz darauf im Jahr 1404 Anton als Minderjähriger Graf von Greyerz wurde, setzten die Savoyer einen Verwalter ein. Dieser war gegen eine Erneuerung der Burgrechtsverträge, weshalb Bern darauf in das Saanenland und das Pays-d’Enhaut einfiel und die dortigen Burgen zerstörte. 1407 kam das Hoheitsgebiet im Friedensvertrag von Bern an die Grafschaft Greyerz zurück.
Ihren Höhepunkt erreichte die Grafschaft Greyerz um 1400, sowohl was die Ausdehnung des Gebietes als auch die Macht der Grafen anbelangte. Diese erlangten durch Heiraten und Käufe Grundbesitz in verschiedenen Teilen der Westschweiz, darunter in Oron, in Palézieux, in Aubonne und in Hauterive. Während der Burgunderkriege musste der Graf gegen seinen Willen den Eidgenossen den Durchmarsch gewähren und an der Seite von Bern im Waadtland kämpfen.
Die aufwändige Lebensweise der Grafen von Greyerz zog jedoch allmählich finanzielle Schwierigkeiten nach sich. So mussten nach 1500 verschiedene Gebiete verkauft werden: 1502 die Herrschaft Aigremont an Bern, 1504 die Herrschaft Jaun und 1553 die Herrschaft Corbières an Freiburg. Erneute Spannungen mit Bern gab es, als die Stadt in den Waadtländer Gebieten der Grafschaft Greyerz ab 1536 die Reformation einführte.
Ab 1548 war die Grafschaft Greyerz ein zugewandter Ort der Eidgenossenschaft. Nur wenig später, am 9. November 1554, wurde an der eidgenössischen Tagsatzung in Baden der Konkurs der Grafschaft bekannt gegeben, weil Graf Michael bei Freiburg und Bern hoch verschuldet war. Seine Gläubiger teilten die Grafschaft unter sich auf. Das Saanenland und das Pays-d’Enhaut gelangten an Bern und wurden fortan in der Landvogtei Saanen zusammengefasst, während Freiburg die Herrschaft über die restlichen (freiburgischen) Teile der Grafschaft übernahm und die Vogtei Greyerz einrichtete. Die neue bernisch-freiburgische Grenze führte durch die Schlucht Défilé de La Tine bei Montbovon. Die Herrschaft Oron, die bereits seit 1536 unter der Lehnsherrschaft Berns stand, kam 1555 durch Kauf endgültig an Bern.
Die Vogtei Greyerz wurde 1798 in eine Präfektur umgewandelt. Nach einigen Gebietsveränderungen um 1800 wurde mit dem Inkrafttreten der neuen freiburgischen Kantonsverfassung im Jahr 1848 Bulle zum neuen Hauptort des Bezirks Gruyère bestimmt.

## Liste der Grafen von Greyerz
Während der rund 480 Jahre dauernden Herrschaft der Grafen von Greyerz sind 19 Grafen historisch belegt:
- 1075(?)–1115 Wilhelm I.
- 1115–1136 Raymond
- 1136–1157 Wilhelm II.
- 1157–1196 Rudolf I.
- 1196–1209 Peter I.
1196–1226 Rudolf II.
- 1226–1270 Rudolf III.
- 1270–1304 Peter II.
- 1304–1342 Peter III., Sohn von Willelmeta von Greyerz
- 1342–1365 Peter IV. gemeinsam mit seinem Bruder Johannes I. von Montsalvens
- 1365–1403 Rudolf IV.
- 1403–1433 Anton
- 1433–1475 Franz I.
- 1475–1492 Johannes III. von Montsalvens
- 1492–1499 Franz II.
- 1499–1500 Franz III.
- 1500–1514 Johannes I.
- 1514–1539 Johannes II.
- 1539–1554 Michael (letzter Graf von Greyerz)